# Edgar Christensen
Edgar Norman Christensen (ur. 13 kwietnia 1905 w Minneapolis, USA, zm. 13 lipca 1977 w Oslo) – norweski bokser, mistrz Europy.

## Kariera sportowa
Uczestnicząc w Igrzyskach Olimpijskich w Paryżu 1924 roku, walczył w kategorii półśredniej.
Startując w Mistrzostwach Europy w Berlinie 1927 roku, zdobył złoty medal w kategorii średniej.